# NGC 5460
NGC 5460 is een open sterrenhoop in het sterrenbeeld Centaur. Het hemelobject werd op 7 mei 1826 ontdekt door de Schotse astronoom James Dunlop.

## Synoniemen
- OCL 925
- ESO 221-SC24